# Clinton (Maryland)
Clinton es un lugar designado por el censo ubicado en el condado de Prince George en el estado estadounidense de Maryland. En el Censo de 2010 tenía una población de 35.970 habitantes y una densidad poblacional de 553,88 personas por km².

## Geografía
Clinton se encuentra ubicado en las coordenadas 38°45′1″N 76°54′19″O / 38.75028, -76.90528. Según la Oficina del Censo de los Estados Unidos, Clinton tiene una superficie total de 64.94 km², de la cual 64.74 km² corresponden a tierra firme y (0.31%) 0.2 km² es agua.

## Demografía
Según el censo de 2010, había 35.970 personas residiendo en Clinton. La densidad de población era de 553,88 hab./km². De los 35.970 habitantes, Clinton estaba compuesto por el 11.35% blancos, el 80.73% eran afroamericanos, el 0.34% eran amerindios, el 2.52% eran asiáticos, el 0.04% eran isleños del Pacífico, el 2.5% eran de otras razas y el 2.53% pertenecían a dos o más razas. Del total de la población el 5.18% eran hispanos o latinos de cualquier raza.